# Gran Premio di Spagna 2000
Il Gran Premio di Spagna 2000 è stato un Gran Premio di Formula 1 disputato il 7 maggio 2000 sul Circuito di Catalogna di Montmeló, in Spagna. La gara fu vinta da Mika Häkkinen su McLaren, davanti al compagno di squadra David Coulthard e a Rubens Barrichello su Ferrari.

## Vigilia

### Aspetti sportivi
Nella settimana precedente il Gran Premio David Coulthard fu coinvolto in un incidente aereo, nel quale persero la vita i piloti dell'aereo a noleggio con il quale lo scozzese stava rientrando a Montecarlo dall'Inghilterra. Coulthard non riportò ferite gravi e poté prendere parte regolarmente alla gara, pur con tre costole incrinate.

### Aspetti tecnici
La Minardi portò per la prima volta in gara un'innovativa scatola del cambio in titanio fuso, realizzata con modelli a perdere in collaborazione con la modenese CRP. La scuderia faentina impiegava già dall'anno precedente questa tecnica per la costruzione dei portamozzi e proprio dal Gran Premio di Spagna era stata in questo imitata dalla Williams. L'uso del titanio per la scatola del cambio era già stato introdotto dalla Ferrari da alcune stagioni, tuttavia la tecnica costruttiva ideata dalla Minardi permetteva un risparmio di peso e minori costi di realizzazione. La soluzione adottata dalla scuderia faentina era caratterizzata da un notevole risparmio di peso (5 kg, circa il 25%) rispetto alle più tradizionali scatole realizzate in magnesio, rispetto alle quali garantiva anche una maggiore rigidezza. La Minardi aveva cominciato a provare il nuovo cambio sul Circuito di Fiorano, dopo il Gran Premio d'Inghilterra; a Montmeló la squadra italiana ne portò solo due esemplari, destinati alla vettura di Gastón Mazzacane.
Per il resto, la maggior parte delle squadre continuò ad affinare le appendici aerodinamiche delle proprie monoposto, senza però portare in pista novità tecniche di rilievo. Come menzionato, la Williams dotò le proprie monoposto di portamozzi realizzati in fusione di titanio, realizzati in collaborazione con la belga Don Casters Settas, ma la soluzione fu scartata per la gara perché i nuovi portamozzi interferivano lievemente con le prese d'aria dei freni da gara.

## Prove libere

### Resoconto
La prima sessione di prove libere, disputata venerdì mattina, vide un'attività molto ridotta, con alcuni piloti (Heinz-Harald Frentzen, Jarno Trulli e David Coulthard) che addirittura non scesero in pista. La scelta fu dovuta al fatto che le squadre avevano già definito gli assetti per la gara durante i test svolti sul circuito catalano nella settimana precedente il Gran Premio: disponendo di otto treni di pneumatici per tutto il week-end, la maggior parte delle scuderie optò per risparmiarli in vista di qualifiche e gara, anche in luce dell'elevata abrasività dell'asfalto del circuito di Montmeló.

### Risultati
I tempi migliori della prima sessione di prove libere di venerdì furono i seguenti:
| Pos | Nº | Pilota             | Costruttore        | Tempo    |
| --- | -- | ------------------ | ------------------ | -------- |
| 1   | 3  | Michael Schumacher | Ferrari            | 1'21"982 |
| 2   | 4  | Rubens Barrichello | Ferrari            | 1'22"549 |
| 3   | 1  | Mika Häkkinen      | McLaren - Mercedes | 1'23"282 |

I tempi migliori della seconda sessione di prove libere di venerdì furono i seguenti:
| Pos | Nº | Pilota             | Costruttore          | Tempo    |
| --- | -- | ------------------ | -------------------- | -------- |
| 1   | 3  | Michael Schumacher | Ferrari              | 1'22"490 |
| 2   | 9  | Ralf Schumacher    | Williams - BMW       | 1'22"509 |
| 3   | 6  | Jarno Trulli       | Jordan - Mugen Honda | 1'22"582 |

I tempi migliori delle sessioni di prove libere di sabato mattina furono i seguenti:
| Pos | Nº | Pilota             | Costruttore        | Tempo    |
| --- | -- | ------------------ | ------------------ | -------- |
| 1   | 3  | Michael Schumacher | Ferrari            | 1'21"088 |
| 2   | 2  | David Coulthard    | McLaren - Mercedes | 1'21"370 |
| 3   | 4  | Rubens Barrichello | Ferrari            | 1'21"372 |

## Qualifiche

### Resoconto
Per la seconda volta consecutiva la Ferrari conquistò la pole position, in quest'occasione con Michael Schumacher, mentre nel Gran Premio precedente a partire in prima posizione era stato Barrichello. Il tedesco precedette di pochi centesimi di secondo Mika Häkkinen, alle spalle del quale si piazzarono Barrichello, Coulthard, Ralf Schumacher e Villeneuve.
La quarta fila fu occupata dalle due Jordan di Trulli e Frentzen. I piloti locali, Gené e De la Rosa, si dovettero accontentare delle ultime posizioni: l'alfiere della Minardi ottenne il ventesimo tempo, mentre il secondo, pur avendo fatto segnare un ottimo nono tempo, fu retrocesso in ultima posizione per avere utilizzato del carburante non omologato dalla FIA.

### Risultati
| Pos | Nº | Pilota                | Costruttore          | Tempo    | Distacco |
| --- | -- | --------------------- | -------------------- | -------- | -------- |
| 1   | 3  | Michael Schumacher    | Ferrari              | 1'20"974 |          |
| 2   | 1  | Mika Häkkinen         | McLaren - Mercedes   | 1'21"052 | +0"078   |
| 3   | 4  | Rubens Barrichello    | Ferrari              | 1'21"416 | +0"442   |
| 4   | 2  | David Coulthard       | McLaren - Mercedes   | 1'21"422 | +0"448   |
| 5   | 9  | Ralf Schumacher       | Williams - BMW       | 1'21"605 | +0"631   |
| 6   | 22 | Jacques Villeneuve    | BAR - Honda          | 1'21"963 | +0"989   |
| 7   | 6  | Jarno Trulli          | Jordan - Mugen Honda | 1'22"006 | +1"032   |
| 8   | 5  | Heinz-Harald Frentzen | Jordan - Mugen Honda | 1'22"135 | +1"161   |
| 9   | 7  | Eddie Irvine          | Jaguar - Cosworth    | 1'22"370 | +1"396   |
| 10  | 10 | Jenson Button         | Williams - BMW       | 1'22"385 | +1"411   |
| 11  | 19 | Jos Verstappen        | Arrows - Supertec    | 1'22"421 | +1"447   |
| 12  | 17 | Mika Salo             | Sauber - Petronas    | 1'22"443 | +1"468   |
| 13  | 11 | Giancarlo Fisichella  | Benetton - Playlife  | 1'22"569 | +1"595   |
| 14  | 8  | Johnny Herbert        | Jaguar - Cosworth    | 1'22"781 | +1"807   |
| 15  | 16 | Pedro Diniz           | Sauber - Petronas    | 1'22"841 | +1"867   |
| 16  | 23 | Ricardo Zonta         | BAR - Honda          | 1'22"882 | +1"908   |
| 17  | 14 | Jean Alesi            | Prost - Peugeot      | 1'22"894 | +1"920   |
| 18  | 12 | Alexander Wurz        | Benetton - Playlife  | 1'23"010 | +2"036   |
| 19  | 15 | Nick Heidfeld         | Prost - Peugeot      | 1'23"033 | +2"059   |
| 20  | 20 | Marc Gené             | Minardi - Fondmetal  | 1'23"486 | +2"512   |
| 21  | 21 | Gastón Mazzacane      | Minardi - Fondmetal  | 1'24"257 | +3"283   |
| 22  | 18 | Pedro de la Rosa      | Arrows - Supertec    | s.t.     | /        |

## Warm-up

### Risultati
I tempi migliori fatti segnare nel warm up di domenica mattina furono i seguenti:
| Pos | No | Pilota             | Costruttore        | Tempo    |
| --- | -- | ------------------ | ------------------ | -------- |
| 1   | 3  | Michael Schumacher | Ferrari            | 1'22"855 |
| 2   | 1  | Mika Häkkinen      | McLaren - Mercedes | 1'23"214 |
| 3   | 4  | Rubens Barrichello | Ferrari            | 1'23"427 |

## Gara

### Resoconto
Alla partenza Schumacher ed Häkkinen mantennero le loro posizioni, mentre alle loro spalle Coulthard e Barrichello furono superati da Ralf Schumacher, scattato molto bene dalla terza fila. Alle loro spalle si inserirono Villeneuve, Frentzen, Trulli e Button. Il duo di testa guadagnò un certo margine sul resto del gruppo e come già accaduto nei Gran Premi precedenti la gara fu decisa dalle soste ai box: durante la sua prima sosta, per un malinteso, Schumacher travolse l'addetto al rifornimento Nigel Stepney, che riportò una distorsione alla caviglia sinistra. Il pilota tedesco riuscì comunque a mantenere la testa della corsa, mentre alle sue spalle Barrichello approfittò del pit stop per superare Coulthard; i due rimasero però bloccati dietro a Ralf Schumacher. Si ritirarono Villeneuve e Verstappen, sesto e nono, ma fino alla seconda tornata di soste ai box non successe praticamente nulla.
Al 38º giro, rifornì Coulthard, seguito due giri dopo da Ralf Schumacher e Barrichello: il pilota scozzese della McLaren riuscì a passare entrambi gli avversari, mentre il ferrarista rimase ancora alle spalle del pilota della Williams. Al 41º giro si fermarono contemporaneamente Häkkinen e Schumacher: quest'ultimo ebbe però un problema con il bocchettone del carburante, che gli costò parecchio tempo e gli fece perdere la prima posizione. Il giro successivo i due erano staccati, sotto il traguardo, di circa 10 secondi. Tuttavia Schumacher, in difficoltà a causa di una perdita d'aria alla gomma posteriore sinistra, subì la rimonta di Coulthard, che lo sopravanzò nel corso del 47º giro. Iniziò quindi una lotta molto accesa per il terzo posto tra i fratelli Schumacher della quale approfittò Barrichello, che superò entrambi al 49º giro. Nella stessa tornata Michael Schumacher rientrò ai box per cambiare le gomme.
Häkkinen poté quindi tagliare agevolmente il traguardo in prima posizione seguito da Coulthard, consegnando alla McLaren la seconda doppietta consecutiva. Terzo concluse Barrichello, seguito da Ralf e Michael Schumacher; l'ultimo punto disponibile fu conquistato da Frentzen, che approfittò del ritiro di Button avvenuto negli ultimi giri.

### Risultati
| Pos      | Nº | Pilota                | Costruttore          | Giri | Tempo/Ritiro e posizione al ritiro | Partenza | Punti |
| -------- | -- | --------------------- | -------------------- | ---- | ---------------------------------- | -------- | ----- |
| 1        | 1  | Mika Häkkinen         | McLaren - Mercedes   | 65   | 1h33'55"390                        | 2        | 10    |
| 2        | 2  | David Coulthard       | McLaren - Mercedes   | 65   | +16"066                            | 4        | 6     |
| 3        | 4  | Rubens Barrichello    | Ferrari              | 65   | +29"112                            | 3        | 4     |
| 4        | 9  | Ralf Schumacher       | Williams - BMW       | 65   | +37"311                            | 5        | 3     |
| 5        | 3  | Michael Schumacher    | Ferrari              | 65   | +47"983                            | 1        | 2     |
| 6        | 5  | Heinz-Harald Frentzen | Jordan - Mugen Honda | 65   | +1'21"925                          | 8        | 1     |
| 7        | 17 | Mika Salo             | Sauber - Petronas    | 64   | + 1 giro                           | 12       |       |
| 8        | 23 | Ricardo Zonta         | BAR - Honda          | 64   | + 1 giro                           | 16       |       |
| 9        | 11 | Giancarlo Fisichella  | Benetton - Playlife  | 64   | + 1 giro                           | 13       |       |
| 10       | 12 | Alexander Wurz        | Benetton - Playlife  | 64   | + 1 giro                           | 18       |       |
| 11       | 7  | Eddie Irvine          | Jaguar - Cosworth    | 64   | + 1 giro                           | 9        |       |
| 12       | 6  | Jarno Trulli          | Jordan - Mugen Honda | 64   | + 1 giro                           | 7        |       |
| 13       | 8  | Johnny Herbert        | Jaguar - Cosworth    | 64   | + 1 giro                           | 14       |       |
| 14       | 20 | Marc Gené             | Minardi - Fondmetal  | 63   | + 2 giri                           | 20       |       |
| 15       | 21 | Gastón Mazzacane      | Minardi - Fondmetal  | 63   | + 2 giri                           | 21       |       |
| 16       | 15 | Nick Heidfeld         | Prost - Peugeot      | 62   | + 3 giri                           | 19       |       |
| 17       | 10 | Jenson Button         | Williams - BMW       | 61   | Motore (6°)                        | 10       |       |
| Ritirato | 19 | Jos Verstappen        | Arrows - Supertec    | 25   | Cambio (9°)                        | 11       |       |
| Ritirato | 22 | Jacques Villeneuve    | BAR - Honda          | 21   | Motore (8°)                        | 6        |       |
| Ritirato | 14 | Jean Alesi            | Prost - Peugeot      | 1    | Collisione con P de La Rosa (17°)  | 17       |       |
| Ritirato | 18 | Pedro de la Rosa      | Arrows - Supertec    | 1    | Collisione con J.Alesi (18°)       | 22       |       |
| Ritirato | 16 | Pedro Diniz           | Sauber - Petronas    | 0    | Testacoda                          | 15       |       |

## Classifiche

### Piloti
| Pos. | Pilota                | Punti |
| ---- | --------------------- | ----- |
| 1    | Michael Schumacher    | 36    |
| 2    | Mika Häkkinen         | 22    |
| 3    | David Coulthard       | 20    |
| 4    | Rubens Barrichello    | 13    |
| 5    | Ralf Schumacher       | 12    |
| 6    | Giancarlo Fisichella  | 8     |
| 7    | Heinz-Harald Frentzen | 5     |
| 7    | Jacques Villeneuve    | 5     |
| 9    | Jarno Trulli          | 4     |
| 10   | Jenson Button         | 3     |
| 11   | Ricardo Zonta         | 1     |
| 11   | Mika Salo             | 1     |

### Costruttori
| Pos. | Team                 | Punti |
| ---- | -------------------- | ----- |
| 1    | Ferrari              | 49    |
| 2    | McLaren - Mercedes   | 42    |
| 3    | Williams - BMW       | 15    |
| 4    | Jordan - Mugen Honda | 9     |
| 5    | Benetton - Playlife  | 8     |
| 6    | BAR - Honda          | 6     |
| 7    | Sauber - Petronas    | 1     |